# Spilsby
Spilsby is een civil parish in het bestuurlijke gebied East Lindsey, in het Engelse graafschap Lincolnshire met 3045 inwoners.

## Geboren in Spilsby
- John Franklin (1786-1847), marineofficier en ontdekkingsreiziger